# Kirk DeMicco
Kirk Rupert DeMicco (nacido el 15 de mayo de 1969) es un cineasta estadounidense. Es mejor conocido por escribir y dirigir las películas animadas Space Chimps, The Croods y Vivo.
Criado en Wyckoff, Nueva Jersey y ex residente de Franklin Lakes, DeMicco asistió a la escuela secundaria Ramapo.

## Periodismo
Después de graduarse en 1991 de la Universidad del Sur de California, donde obtuvo una doble especialización en economía y ciencias políticas, pasó tres años en Italia, donde trabajó como periodista, entrevistando a personas involucradas en la industria cinematográfica italiana para una película italiana. -revista de negocios. Después de regresar a los Estados Unidos, trabajó para la Agencia William Morris en la ciudad de Nueva York, antes de mudarse a la oficina de la firma en Los Ángeles en una transferencia organizada por el agente de talentos Lee Stollman.

## Carrera
La primera venta de guión de DeMicco se llamó "A Day in November", que vendió a Warner Bros. y al productor Arnold Kopelson por $1 millón antes de firmar para escribir Quest for Camelot. Más tarde escribió y coprodujo Racing Stripes para el director Frederik Du Chau. John Cleese y DeMicco coescribieron la adaptación cinematográfica del clásico infantil de Roald Dahl The Twits. También escribió "Splitting Adam", una película que se montó en United Artists. Luego trabajó como escritor en Here Comes Peter Cottontail: The Movie y luego trabajó en Casper's Scare School mientras trabajaba en Warner Bros., él y Du Chau también escribieron un guión para la próxima película animada de acción en vivo basada en el personaje de Hanna-Barbera, Hong Kong Phooey, que vendieron a Alcon Entertainment. Adaptó el cómic New Gods de Jack Kirby y colaboró con el cineasta Barry Sonnenfeld en una adaptación de una novela de Elmore Leonard. También ha realizado muchas reescrituras de producción para Disney, Warner Bros., DreamWorks y Spyglass. En televisión, es el creador y productor ejecutivo del documental de Discovery Channel HALO: Freefall Warriors.

### Space Chimps
En 2008, escribió y dirigió la película Space Chimps para John H. Williams y su compañía Vanguard Animation; la película está inspirada en el primer chimpancé en ir al espacio, Ham.

### Los Croods
En 2013, DeMicco coescribió y codirigió The Croods de DreamWorks Animation con Chris Sanders. DeMicco comenzó a escribir la película con John Cleese en 2005. Los Croods recaudaron más de 582 millones de dólares en taquilla en todo el mundo, y fueron nominados al Óscar a la mejor película de animación. También fue nominado a un Globo de Oro. DeMicco y Sanders luego trabajaron en la secuela de The Croods durante tres años y medio, antes de su cancelación a fines de 2016, hasta que fue revivida un año después.

### Vivo
En diciembre de 2016, se informó que DeMicco estaba dirigiendo Vivo para Sony Pictures Animation cuyo lanzamiento está programado para el 6 de agosto de 2021. Lin-Manuel Miranda escribirá nuevas canciones para esta función animada musical. Lin-Manuel Miranda informa que Vivo ha tardado 10 años en fabricarse y que está en una forma increíble. Y eso y Quiara [Alegría Hudes], mi coguionista en [In the] Heights, está trabajando en el guión con Kirk [De Micco], nuestro director". En mayo de 2021, se informó que Netflix ha licenciado todos derechos globales, sin China, a Vivo de Sony Pictures Animation. La película, dirigida por el nominado al Oscar Kirk DeMicco. Vivo está escrito por DeMicco y la ganadora del Premio Pulitzer Quiara Alegría Hudes, quien escribió el libro para el musical de Broadway In the Heights de Miranda, ganador de un Tony. Miranda dijo: “Dar vida a Vivo ha sido un viaje artístico increíble. No podría pedir mejores socios creativos que Kirk, Quiara, Alex y todo el equipo de Sony Animation. Estoy muy emocionado de que Vivo tenga un hogar en Netflix, donde los niños de todas las edades podrán disfrutar de las canciones y aventuras de la película una y otra vez”.

## Filmografía
| Año  | Título                                 | Puesto   | Puesto    | Puesto    | Notas                 | Ref.   |
| Año  | Título                                 | Director | Productor | Guionista | Notas                 | Ref.   |
| ---- | -------------------------------------- | -------- | --------- | --------- | --------------------- | ------ |
| 1998 | Quest for Camelot                      | No       | No        | Sí        |                       |        |
| 2005 | Racing stripes                         | No       | Sí        | Sí        |                       |        |
|      | Here Comes Peter Cottontail: The Movie | No       | No        | Sí        |                       |        |
| 2006 | Casper's Scare School                  | No       | No        | Sí        | Serie de televisión   |        |
| 2008 | Space Chimps                           | Sí       | No        | Sí        |                       |        |
| 2013 | Los Croods                             | Sí       | No        | Sí        |                       |        |
| 2017 | The Star                               | No       | No        | No        | Consultante creativo  | [ 22 ] |
| 2020 | The Croods: A New Age                  | No       | No        | Sí        | Guionista de historia |        |
| 2021 | Vivo                                   | Sí       | No        | Sí        |                       | [ 18 ] |

## Premios y distinciones
Premios Óscar
| Año  | Categoría                   | Película   | Resultado |
| ---- | --------------------------- | ---------- | --------- |
| 2014 | Mejor película de animación | Los Croods | Nominado  |

| Año  | Premio                             | Categoría                                                                          | Obra       | Notas                                                    | Resultado |
| ---- | ---------------------------------- | ---------------------------------------------------------------------------------- | ---------- | -------------------------------------------------------- | --------- |
| 2014 | Premios Annie                      | Logro destacado por diseño de producción en una producción de largometraje animado | Los Croods | Junto con Chris Sanders                                  | Nominado  |
| 2014 | CinEuphoria Awards                 | Mejor película de animación - Competición Internacional                            | Los Croods | Junto con Chris Sanders                                  | Nominado  |
| 2014 | International Online Cinema Awards | Mejor película de animación                                                        | Los Croods | Junto con Chris Sanders                                  | Nominado  |
| 2014 | Seattle Film Critics Awards        | Mejor película de animación                                                        | Los Croods | Junto con Chris Sanders                                  | Nominado  |
| 2014 | Visual Effects Society Awards      | Personaje Animado Destacado en una Película Animada                                | Los Croods | Junto con Jane Hartwell, Chris Sanders y Markus Manninen | Nominado  |
| 2013 | Alliance of Women Film Journalists | Mejor película de animación                                                        | Los Croods | Junto con Chris Sanders                                  | Nominado  |
| 2013 | St. Louis Film Critics Association | Mejor película de animación                                                        | Los Croods | Junto con Chris Sanders                                  | Nominado  |